# Disporum
Disporum é um género botânico pertencente à família Colchicaceae.